# Gare centrale de Francfort-sur-le-Main
Pour les articles homonymes, voir Gare de Francfort.
La gare centrale de Francfort-sur-le-Main (en allemand : Frankfurt am Main Hauptbahnhof) est une gare ferroviaire allemande. Située au centre-ville, c'est la plus importante de la ville de Francfort-sur-le-Main, dans le land de Hesse).
Avec 164 millions de voyageurs par an (à la fin des années 2010), c'est la deuxième gare ayant le trafic voyageurs le plus élevé en Allemagne ; elle est également la quatrième gare la plus fréquentée d'Europe (après les gares parisiennes du Nord et de Châtelet - Les Halles, et la gare centrale de Hambourg). Cette gare est l'une des trois gares ICE de Francfort, avec la gare du Midi et celle de l'aéroport.
Elle est en correspondance avec plusieurs lignes de transports urbains, au sein même de la gare (U-Bahn et S-Bahn), mais également à ses abords (tramway et bus).

## Situation ferroviaire

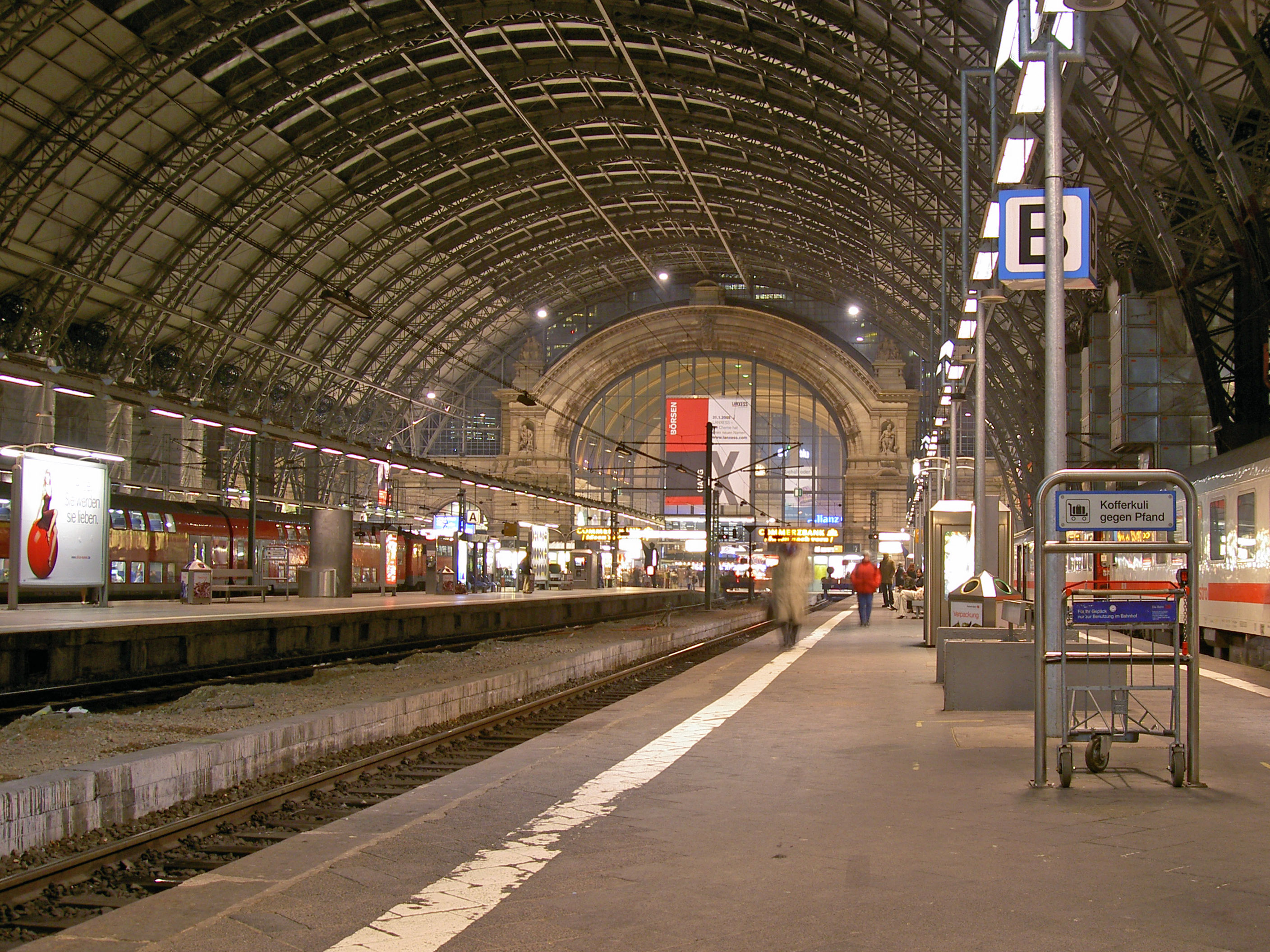
Intérieur de la gare.

La gare de Francfort est une gare terminus.

## Service voyageurs

### Desserte
La gare de Francfort est reliée à la gare de Paris-Est par des ICE ou des TGV via la nouvelle ligne à grande vitesse LGV EST (cinq aller/retour quotidien actuellement contre un seul en juin 2007 lors de l'inauguration de la LGV Est européenne).
Le 23 mars 2012, une liaison est mise en place entre Francfort et Marseille.

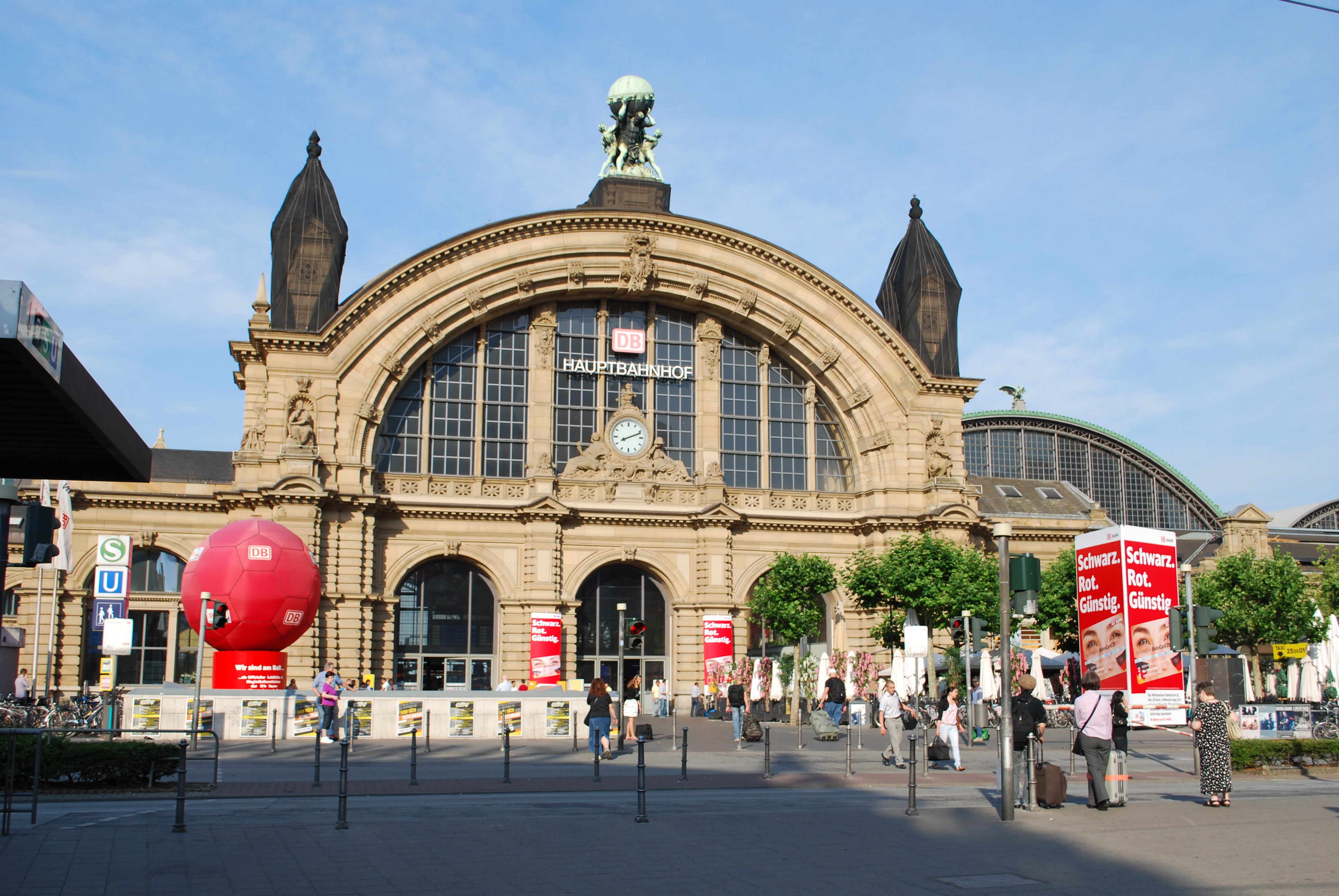
Entrée principale de la gare centrale.

| Ligne  | Trajet | Fréquence                |
| ------ | --- | ------------------------ |
| ICE 11 | Berlin Est - Cassel Wilhelmshöhe – Francfort – Stuttgart Hbf - Munich Hbf                                      | Toutes les deux heures   |
| ICE 12 | Berlin Est - Cassel Wilhelmshöhe – Francfort – Karlsruhe Hbf - Bâle CFF (- Interlaken)                         | Toutes les deux heures   |
| ICE 20 | Hambourg Hbf - Hanovre Hbf - Cassel Wilhelmshöhe – Francfort – Karlsruhe Hbf - Bâle CFF (- Zurich HB)          | Toutes les deux heures   |
| ICE 22 | Hambourg Hbf - Hanovre - Cassel Wilhelmshöhe – Francfort – Aéroport Francfort - Stuttgart Hbf                  | Toutes les deux heures   |
| ICE 31 | (Kiel Hbf -) Hambourg Hbf - Osnabrück Hbf - Düsseldorf Hbf - Cologne Hbf - Francfort – Bâle CFF/Passau Hbf     | Toutes les deux heures   |
| ICE 41 | Essen Hbf - Düsseldorf Hbf - Cologne Messe/Deutz - Aéroport Francfort - Francfort – Nuremberg Hbf – Munich Hbf | Toutes les heures        |
| ICE 49 | Köln Hbf – Siegburg/Bonn – Montabaur – Limbourg-Sud (de) – Aéroport Francfort - Francfort                      | Quelques trains par jour |
| ICE 50 | Dresde Hbf – Leipzig Hbf - Erfurt Hbf - Fulda - Francfort – Aéroport Francfort - Mayence Hbf - Wiesbaden Hbf   | Toutes les deux heures   |
| ICE 78 | Amsterdam CS - Arnhem - Düsseldorf Hbf - Cologne Hbf – Aéroport Francfort - Francfort                          | Toutes les deux heures   |
| ICE 79 | Bruxelles-Midi - Liège-Guillemins - Aix-la-Chapelle Hbf - Cologne Hbf – Aéroport Francfort - Francfort         | Toutes les quatre heures |
| ICE 82 | Paris-Est - Sarrebruck Hbf - Mannheim Hbf - Francfort                                                          | Toutes les quatre heures |
| TGV 84 | Marseille-Saint-Charles - Lyon-Part-Dieu - Strasbourg - Francfort                                              | Un aller-retour          |
| ICE 91 | Francfort – Nuremberg Hbf – Vienne-Ouest                                                                       | Toutes les deux heures   |
| IC 26  | Stralsund Hbf – Hambourg Hbf - Cassel Wilhelmshöhe - Gießen - Francfort - Karlsruhe Hbf                        | Toutes les deux heures   |
| IC 62  | Francfort – Stuttgart Hbf - Munich Hbf - Salzbourg Hbf (- Graz Hbf - Klagenfurt Hbf)                           | Toutes les deux heures   |
| IC 87  | Francfort – Stuttgart Hbf - Zurich Hb                                                                          | Un train par jour        |